# Gitte Hænning
Gitte Hænning (Aarhus, 29 juni 1946) is een Deense zangeres en actrice.
Al op jonge leeftijd werd Hænning beroemd. Op haar achtste zong ze al samen met haar vader op de Deense televisie, maar ze werd ook bekend in Duitsland. In 1958 verhuisde ze naar Zweden, waar ze eveneens doorbrak.
In 1963 won Hænning het Schlagerfestival met het liedje Ich will nen Cowboy als Mann waarmee ze een nummer 1-hit scoorde in Duitsland. Samen met Rex Gildo zong ze ook verscheidene hits waaronder Vom Stadtpark die Laternen, waarmee ze een nieuwe nummer 1-hit scoorde.

## Songfestival

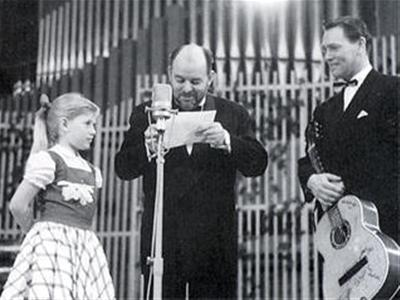
Gitte (links) met haar vader Otto (rechts) tijdens een optreden voor de Deense televisie in 1957

Enkele malen heeft Hænning geprobeerd naar het Eurovisiesongfestival te gaan. In 1962 deed ze mee aan de Dansk Melodi Grand Prix, de Deense nationale voorronde, met het lied Jeg snakker med mig selv. Ze was topfavoriet, maar werd nog voor het evenement gediskwalificeerd door een incident met de componist van het nummer. Deze had de melodie van het lied gefloten in de kantine van de Deense omroep DR, terwijl het verboden was om een inzending voorafgaand aan de show in de openbaarheid te brengen. De regels werden bijzonder strikt toegepast en Hænning moest thuisblijven.
In 1973 schreef Hænning zich in voor de Duitse voorronde voor het Eurovisiesongfestival en wist deze te winnen. Met het lied Junger Tag mocht ze West-Duitsland vertegenwoordigen op het Eurovisiesongfestival 1973 in Luxemburg, waar ze op de achtste plaats eindigde. In 1978 wilde ze Luxemburg vertegenwoordigen met het lied Rien qu'une femme, maar ze verloor tijdens de voorronde van de Spaanse popgroep Baccara.
Hænning bleef muziek maken. In de jaren 1980 coverde ze verscheidene Engelse hits. In de jaren 1990 zong ze veel jazz en musical. Sinds 2003 zingt Hænning zeer succesvol tezamen met Wencke Myhre en Siw Malmkvist in het tournee-programma "Gitte, Wenche, Siw - Die Show".

## Discografie

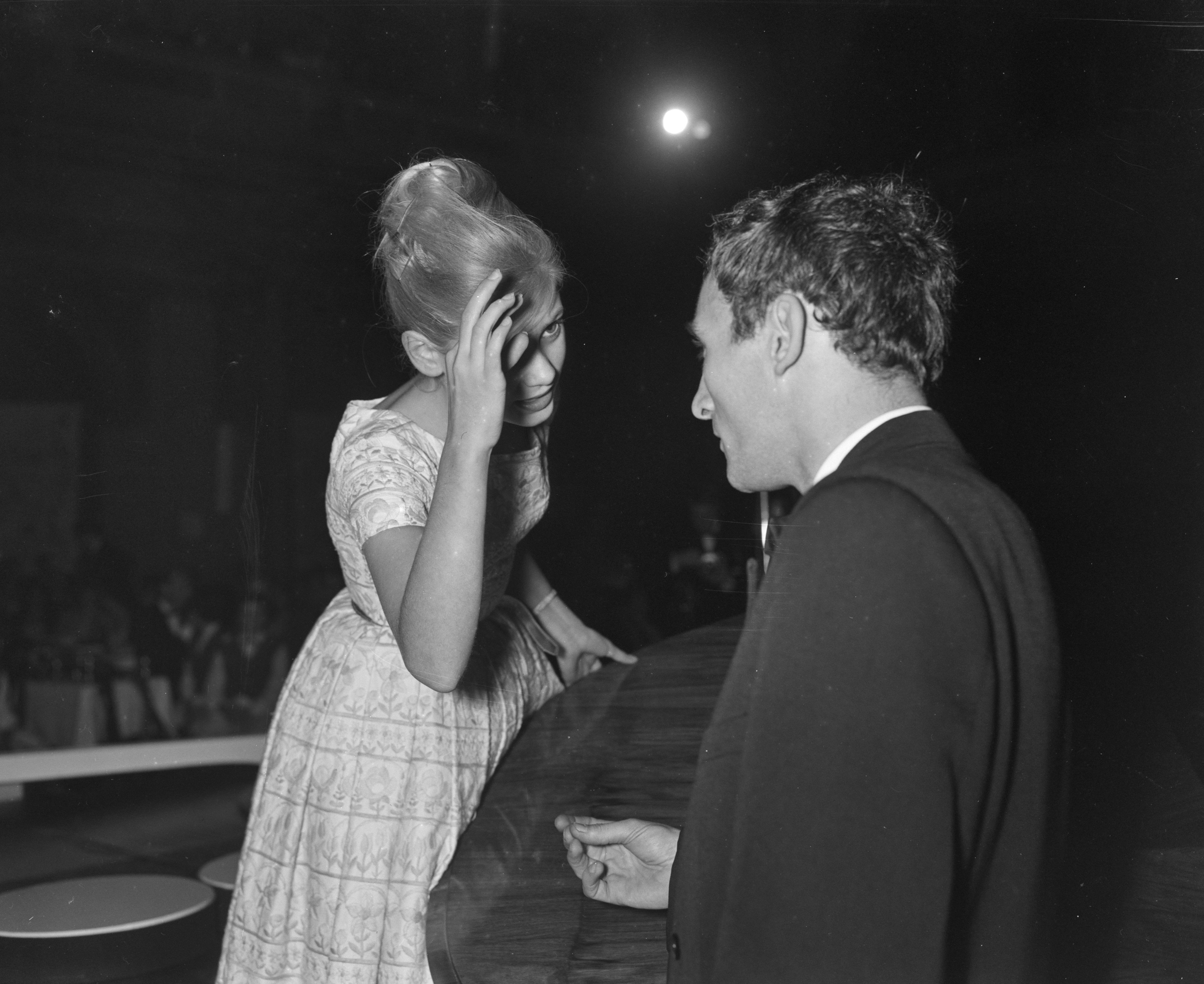
Gitte Hænning en Enrico Neckheim bij het Grand Gala du Disque 1960 in het Concertgebouw

### Singles
- 1959: Keine Schule morgen
- 1960: I'm sorry
- 1961: Varje stjärna i det blå
- 1961: Borta bra, hemma bäst
- 1961: Do What You Want
- 1963: Ich will 'nen Cowboy als Mann #1
- 1963: Vom Stadtpark die Laternen #1 (met Rex Gildo)
- 1963: Ta’ med ud a fisk
- 1963: We’re Gonna Go Fishin’
- 1963: Kom ned pa jord’n igen/Kom ned på jorden igen
- 1963: Du skal bare ta’ det roligt
- 1964: Wenn du musikalisch bist
- 1964: Nur ein bißchen Glück #17
- 1964: Zwei auf einer Bank #13 (met Rex Gildo)
- 1964: Jetzt dreht die Welt sich nur um dich #8 (met Rex Gildo)
- 1964: Hokuspokus #15 (met Rex Gildo)
- 1964: Das ist der Blue Beat #46
- 1964: Cha-li-le-lo
- 1964: Det måste hända något kul
- 1965: Schau mich an (met Rex Gildo)
- 1965: Nashville Tennessee #34
- 1965: Dein Glück ist mein Glück #20 (met Rex Gildo)
- 1965: Süß wie Schokolade #24 (met Rex Gildo)
- 1965: Sweet Hawaii #33 (met Rex Gildo)
- 1965: Er hat ein Motorboot #29
- 1965: Det kan väl inte jag rå för
- 1965: Glöm bort i morgon
- 1965: Lille dukke
- 1966: Man muß schließlich auch mal nein sagen können #14
- 1966: Det är så lätt att leva livet
- 1967: Ich mach Protest #17
- 1967: Wie deine Mutter ist #21
- 1967: Liebe ist doch kein Ringelreih'n #25
- 1967: Man bör veta hur man ska säja nej (Man muß schließlich auch mal „nein“ sagen könn’n)
- 1968: Probleme #22
- 1968: Aber heimlich #25
- 1968: Klara og Carla og Trine
- 1968: Kaerlighed er ingen leg
- 1968: Ønsk mig tillykke
- 1968: Vi danser
- 1969: Millionär #26
- 1969: Weiße Rosen #13
- 1969: Drøm en lille drøm om mig
- 1970: Dann kamst du #28
- 1971: Regenbogen #48
- 1971: Flirt (samme sted, samme tid)
- 1972: Der Mann aus Sacramento
- 1972: Alle wollen nur das Eine
- 1973: Junger Tag #19
- 1973: Unge dag
- 1973: Dann kommt die Erinnerung
- 1974: Ich hab die Liebe verspielt in Monte Carlo #10
- 1974: So schön kann doch kein Mann sein #14
- 1975: Ich bin kein Kind von Traurigkeit #43
- 1975: Wie du mir, so ich dir
- 1976: Laß mich heute nicht allein #13
- 1976: Happy End
- 1977: Bye bye bel ami #34
- 1977: Shake me
- 1978: Mach mich nicht schwach (Rien qu'une femme)
- 1978: Von Hollywood träumen (No Hollywood movie)
- 1979: Dann tanzt sie allein
- 1980: Mach das doch noch einmal mit mir (Do that to me one more time)
- 1980: Freu' dich bloß nicht zu früh (Take that look of your face) #10
- 1980: Die Frau, die dich liebt (Woman in love) #12
- 1981: Etwas ist geschehen (Something's gotten hold of my heart) #28
- 1982: Ungehemmt (Physical)
- 1982: Der Anruf (Er rief an)
- 1982: Ich bin stark
- 1982: Ich will alles #42
- 1983: Tränen vielleicht
- 1983: Lampenfieber #27
- 1984: So liebst nur du
- 1984: Liebe- nein danke
- 1985: Nackt im Wind
- 1986: Aber Liebe ist es nicht
- 1987: Sonne & Mond
- 1988: Aufwärts
- 1988: Du tust mir so gut
- 1989: Mac Arthur Park
- 1993: Hör bitte auf (Stop!)
- 1993: Bis später
- 2004: Tanz der Welt
- 2005: Sturmkind
- 2006: Frühling

### Albums
- 1980: Bleib noch bis zum Sonntag
- 1983: Berührungen
- 1984: Live mit Lampenfieber auf Tournee (als Gitte Hænning)
- 2005: Gitte, Wencke, Siw – Die Show (met Wencke Myhre en Siw Malmkvist)
- 2006: Den komplette Popboks 1958–1965
- 2010: Was ihr wollt

Studioalbums
- 1967: Jeder Boy ist anders
- 1968: Stop die Boys
- 1969: My Kind of World (nieuwe publicatie 2005: Gitte Hænning Meets the Francy Boland Kenny Clarke Big Band)
- 1975: Ich bin kein Kind von Traurigkeit
- 1976: Was wär’ ich ohne dich
- 1977: Regenbogen
- 1982: Ungeschminkt
- 1987: Jetzt erst recht
- 1993: Liebster
- 1998: My Favorite Songs
- 2004: Johansson

Livealbums
- 2001: Songs for My Father
- 2004: Jazz

Compilaties
- 1974: Begegnung mit Gitte
- 1986: Meilensteine
- 1991: Love Songs
- 1995: Gitte – Einfach das Beste
- 1999: Ich will ’nen Cowboy als Mann – Die Singles 1959–1963
- 1999: Nur ein bisschen Glück – Die Singles 1963–1967
- 2007: Ich will alles – Die Gitte Hænning Story
- 2007: Misty
- 2014: Best of

## Filmografie (selectie)
- 1960: Schlagerparade 1960
- 1962: Prinsesse for en dag
- 1962: Han, hun, Dirch og Dario
- 1964: Liebesgrüße aus Tirol
- 1964: Jetzt dreht die Welt sich nur um dich
- 1965: …und sowas muß um 8 ins Bett
- 1966: Pfeifen, Betten, Turteltauben (Dýmky)
- 1966: Towarisch
- 1967: Hagbard und Signe (Den røde kappe)
- 1970: Revue für den Thronfolger
- 1971: Tatort: Kressin stoppt den Nordexpress
- 2003: Baltic Storm